# Unione Sportiva Lecce 1996-1997

Cosimo Francioso, tra i protagonisti del biennio 1995-1997, in cui avvenne la doppia risalita del Lecce dalla Serie C1 alla Serie A.

Questa voce raccoglie le informazioni riguardanti l'Unione Sportiva Lecce nelle competizioni ufficiali della stagione 1996-1997.

## Stagione
Nella stagione 1996-1997 il Lecce di Gian Piero Ventura si presenta ai nastri di partenza del campionato di Serie B da neopromossa, con una rosa pressoché uguale a quella dell'annata precedente. Gli innesti sono Francesco Bellucci, Jonathan Bachini, Gianni Cavezzi, Stefano Casale, Mark Edusei, Luca Evangelisti, Richard Vanigli e Cristian Baglieri, per assicurare due pedine per ogni ruolo. La squadra, guidata dal confermato tandem d'attacco pugliese Francioso-Palmieri, ottiene cinque vittorie consecutive nelle prime cinque giornate, issandosi ai vertici della graduatoria. Il girone d'andata viene chiuso al primo posto, con la vetta occupata in solitaria dalla seconda alla ventunesima giornata e poi alla ventitreesima giornata, mentre quello di ritorno, condotto un po' in calo, al terzo posto, con la conseguente promozione in Serie A e il secondo migliore attacco della categoria insieme a quello del Bari, sotto di un punto in classifica rispetto ai salentini e anch'esso promosso. I giallorossi raggiungono l'obiettivo il 15 giugno 1997, all'ultima giornata, grazie alla vittoria per 3-0 in trasferta contro il Cesena già retrocesso, approdando così dalla Serie C alla massima serie nel giro di due anni, impresa senza precedenti nel Salento. A decidere l'esito della partita del Manuzzi sono il gol di Cosimo Francioso al primo minuto e la doppietta di Francesco Palmieri; Francioso realizzerà 15 reti in totale, Palmieri 14 centri.
Nella Coppa Italia la squadra inizia bene il torneo battendo il Genoa (3-0), ma un errore tecnico, avendo il Lecce schierato nella ripresa Bachini, che era stato squalificato in Coppa Italia nella stagione precedente con l'Udinese, viene punito con la vittoria a tavolino (0-2) dei rossoblù, che superano così il primo turno.

## Divise e sponsor
Il fornitore di materiale tecnico per la stagione 1996-1997 è stato Asics, mentre lo sponsor di maglia Banca del Salento.
| 1° Maglia | 2° Maglia | 3° Maglia |

## Rosa
| N. |                   | Ruolo | Calciatore           |
| -- | ----------------- | ----- | -------------------- |
| 1  | Italia (bandiera) | P     | Fabrizio Lorieri     |
| 2  | Italia (bandiera) | D     | Matteo Centurioni    |
| 3  | Italia (bandiera) | D     | Fabio Macellari      |
| 4  | Italia (bandiera) | C     | Salvadore Bacci      |
| 5  | Italia (bandiera) | D     | Cristian Servidei    |
| 6  | Italia (bandiera) | D     | Francesco Zanoncelli |
| 7  | Italia (bandiera) | C     | Vincenzo Mazzeo      |
| 8  | Italia (bandiera) | C     | Alessandro Cucciari  |
| 9  | Italia (bandiera) | A     | Cosimo Francioso     |
| 10 | Italia (bandiera) | C     | Tiziano De Patre     |
| 11 | Italia (bandiera) | A     | Francesco Palmieri   |
| 12 | Italia (bandiera) | P     | Ivan Aiardi          |

| N. |                   | Ruolo | Calciatore         |
| -- | ----------------- | ----- | ------------------ |
| 14 | Italia (bandiera) | D     | Francesco Bellucci |
| 16 | Italia (bandiera) | D     | Carmelo Mancuso    |
| 17 | Italia (bandiera) | D     | Richard Vanigli    |
| 19 | Italia (bandiera) | C     | Stefano Casale     |
| 20 | Italia (bandiera) | C     | Gianni Cavezzi     |
| 21 | Italia (bandiera) | A     | Cosimo Nobile      |
| 25 | Italia (bandiera) | C     | Simone Greco       |
| 23 | Italia (bandiera) | A     | Cristian Baglieri  |
| 27 | Italia (bandiera) | C     | Jonathan Bachini   |
| 30 | Italia (bandiera) | C     | Luca Evangelisti   |
| 31 | Ghana (bandiera)  | C     | Mark Edusei        |

## Calciomercato
| Acquisti | Acquisti           | Acquisti | Acquisti   |
| R.       | Nome               | da       | Modalità   |
| -------- | ------------------ | -------- | ---------- |
| D        | Richard Vanigli    | Cosenza  | definitivo |
| D        | Francesco Bellucci | Avellino | definitivo |
| C        | Mark Edusei        | Roma     | definitivo |
| C        | Jonathan Bachini   | Udinese  | prestito   |
| C        | Gianni Cavezzi     | Ancona   | definitivo |
| C        | Stefano Casale     | Sora     | definitivo |
| C        | Luca Evangelisti   | Savoia   | definitivo |
| A        | Cristian Baglieri  | Foggia   | definitivo |

| Cessioni | Cessioni        | Cessioni | Cessioni   |
| R.       | Nome            | a        | Modalità   |
| -------- | --------------- | -------- | ---------- |
| C        | Valerio Gazzani | Pavia    | definitivo |
| C        | Walter Monaco   | Sora     | definitivo |
| A        | Orazio Russo    | Catania  | prestito   |

## Risultati

### Serie B

#### Girone di andata
| Arbitro: | Preschern (Mestre) |

|                    |           |                     |
| Dionigi 21’ (rig.) | Marcatori | 9’, 58’ F. Palmieri |

| Arbitro: | Stafoggia (Pesaro) |

|                                              |           |  |
| De Patre 28’ Francioso 31’ (rig.) Mazzeo 69’ | Marcatori |  |

| Arbitro: | Treossi (Forlì) |

|                           |           |              |
| Francioso 29’, 90’ (rig.) | Marcatori | 15’ Colacone |

| Arbitro: | Bonfrisco (Monza) |

|  |           |                    |
|  | Marcatori | 82’ (aut.) Benetti |

| Arbitro: | Sirotti (Forlì) |

|                              |           |  |
| F. Palmieri 85’ Cucciari 90’ | Marcatori |  |

| Arbitro: | Trentalange (Torino) |

|                          |           |  |
| Cavallo 12’ Goossens 43’ | Marcatori |  |

| Arbitro: | Rossi (Ciampino) |

|                                                   |           |                      |
| Francioso 30’ (rig.) Cucciari 32’ F. Palmieri 42’ | Marcatori | 45’ (aut.) Macellari |

| Arbitro: | Bettin (Padova) |

|  |           |            |
|  | Marcatori | 32’ Casale |

| Arbitro: | Collina (Viareggio) |

|            |           |             |
| Casale 54’ | Marcatori | 79’ Ventola |

| Arbitro: | Pairetto (Nichelino) |

|                      |           |                               |
| Saurini 21’ Favi 26’ | Marcatori | 73’, 86’ Francioso 82’ Casale |

| Arbitro: | Racalbuto (Gallarate) |

|               |           |              |
| Francioso 70’ | Marcatori | 71’ Gonnella |

| Arbitro: | Boggi (Salerno) |

|                                         |           |                                |
| Rastelli 65’ Paci 81’ (rig.) Barone 85’ | Marcatori | 8’, 86’ F. Palmieri 24’ Mazzeo |

| Arbitro: | Branzoni (Pavia) |

|                                                |           |                        |
| Voria 45’ (aut.) F. Palmieri 59’ Francioso 89’ | Marcatori | 15’ Mazzoli 37’ Miceli |

| Arbitro: | Pellegrino (Barcellona Pozzo di Gotto) |

|           |           |                      |
| Tosto 58’ | Marcatori | 39’ (rig.) Francioso |

| Lecce 22 dicembre 1996 15ª giornata | Lecce           | 0 – 0 | Brescia | Stadio Via del Mare\| Arbitro: \| Cesari (Genova) \| |
| Arbitro:                            | Cesari (Genova) |       |         |                                                      |

| Arbitro: | De Santis (Tivoli) |

|                      |           |           |
| Galli 10’ Bonomi 50’ | Marcatori | 7’ Mazzeo |

| Arbitro: | Serena (Bassano del Grappa) |

|                                            |           |           |
| Mezzanotti 38’ (aut.) Francioso 63’ (rig.) | Marcatori | 41’ Greco |

| Arbitro: | Bolognino (Milano) |

|                                                              |           |                             |
| Ferrante 22’ Florijancic 36’ Servidei 48’ (aut.) Mezzano 69’ | Marcatori | 66’ F. Bellucci 90’ Bachini |

| Arbitro: | Dagnello (Trieste) |

|                                        |           |                      |
| Francioso 7’ (rig.) Bianchi 58’ (aut.) | Marcatori | 39’ (aut.) Macellari |

#### Girone di ritorno
| Arbitro: | Branzoni (Pavia) |

|                      |           |                         |
| Francioso 10’ (rig.) | Marcatori | 14’ (rig.), 40’ Dionigi |

| Padova 9 febbraio 1997 21ª giornata | Padova          | 0 – 0 | Lecce | Stadio Euganeo\| Arbitro: \| Treossi (Forlì) \| |
| Arbitro:                            | Treossi (Forlì) |       |       |                                                 |

| Foggia 16 febbraio 1997 22ª giornata | Foggia            | 0 – 0 | Lecce | Stadio Pino Zaccheria\| Arbitro: \| Beschin (Legnago) \| |
| Arbitro:                             | Beschin (Legnago) |       |       |                                                          |

| Arbitro: | De Santis (Tivoli) |

|                               |           |                               |
| Macellari 14’ F. Palmieri 38’ | Marcatori | 35’ Zironelli 42’ C. Bellucci |

| Arbitro: | Serena (Bassano del Grappa) |

|                        |           |           |
| C. Esposito 45’ (rig.) | Marcatori | 1’ Casale |

| Arbitro: | Braschi (Prato) |

|            |           |  |
| Casale 82’ | Marcatori |  |

| Arbitro: | Ercolino (Cassino) |

|             |           |  |
| Cossato 27’ | Marcatori |  |

| Arbitro: | Nucini (Bergamo) |

|                               |           |                  |
| F. Palmieri 21’ Macellari 64’ | Marcatori | 23’ G. Bresciani |

| Arbitro: | Messina (Bergamo) |

|                          |           |              |
| Ingesson 26’ (rig.), 74’ | Marcatori | 57’ Servidei |

| Arbitro: | Stafoggia (Pesaro) |

|             |           |                |
| Bachini 49’ | Marcatori | 47’ G. Ferrara |

| Ravenna 20 aprile 1997 30ª giornata | Ravenna       | 0 – 0 | Lecce | Stadio Bruno Benelli\| Arbitro: \| Lana (Torino) \| |
| Arbitro:                            | Lana (Torino) |       |       |                                                     |

| Arbitro: | Piretti (Ravenna) |

|                                              |           |                 |
| F. Palmieri 8’, 82’ Edusei 87’ Francioso 90’ | Marcatori | 21’ (rig.) Paci |

| Cosenza 4 maggio 1997 32ª giornata | Cosenza            | 0 – 0 | Lecce | Stadio San Vito\| Arbitro: \| Tombolini (Ancona) \| |
| Arbitro:                           | Tombolini (Ancona) |       |       |                                                     |

| Arbitro: | Gronda (Genova) |

|                                             |           |                         |
| Francioso 19’ (rig.) F. Palmieri 75’ (rig.) | Marcatori | 82’ Artistico 90’ Breda |

| Brescia 15 maggio 1997 34ª giornata | Brescia         | 0 – 0 | Lecce | Stadio Mario Rigamonti\| Arbitro: \| Bettin (Padova) \| |
| Arbitro:                            | Bettin (Padova) |       |       |                                                         |

| Lecce 18 maggio 1997 35ª giornata | Lecce              | 0 – 0 | Castel di Sangro | Stadio Via del Mare\| Arbitro: \| Preschern (Mestre) \| |
| Arbitro:                          | Preschern (Mestre) |       |                  |                                                         |

| Arbitro: | Collina (Viareggio) |

|                                             |           |  |
| Palladini 26’ Gelsi 43’ Servidei 58’ (aut.) | Marcatori |  |

| Arbitro: | Bettin (Padova) |

|               |           |  |
| Macellari 14’ | Marcatori |  |

| Arbitro: | Messina (Bergamo) |

|  |           |                                   |
|  | Marcatori | 1’ Francioso 33’, 84’ F. Palmieri |

### Coppa Italia
| Arbitro: | Tombolini (Ancona) |

|                                          |           |  |
| Mazzeo 11’ F. Palmieri 54’ Francioso 76’ | Marcatori |  |